# Шендриков, Степан Никифорович
Степан Никифорович Шендриков (1 августа 1885, станица Софийская, Семиреченская область — не ранее 1947) — врач, член Всероссийского учредительного собрания.

## Биография
По происхождению из семиреченских казаков. Выпускник Ташкентской гимназии. В 1909 году окончил естественный факультет Петербургского университета. А в 1913 — медицинский факультет Московского университета. Врач по специальности. С 1906 года находился под полицейским надзором. В 1917 году вступил в РСДРП меньшевиков.
Первую мировую войну провел в Туркестане, проработав врачом.
В 1917 году проживал в городе Верном. В конце 1917 года был избран во Всероссийское учредительное собрание в Семиреченском избирательном округе по списку № 3 (Алаш и Семиреченское казачье войско). По другим сведениям по списку № 2 (Блок социалистов г. Верного, Совета крестьянских депутатов, Совета солдатских и рабочих депутатов и киргизской социалистической партии «Букара»"). Данный блок набрал в Семиреченской области 120 тысяч голосов и занял 2-е место. Избрание Шендрикова являлось исключением, так как нигде в Туркестане малочисленные русские общины не могли провести своих кандидатов.
- Заместитель председателя Туркестанского комитета. 4 и 6 мая 1917 г. участвовал в совещании по вопросу об урегулировании отношений русского населения и реэмигрантов, участников мусульманского восстания, возвратившихся из Синьцзяна[4]
- Член Комуча. 8—20 сентября 1918 года активно участвовал заседаниях Государственного совещания в Уфе[5]
- В августе 1918 член Сибирской областной думы[6], участник борьбы с большевиками в Сибири. Во время конфликта между адмиралом А. В. Колчаком и атаманом Г. М. Семёновым был на стороне адмирала, направил в числе других представителей казачества атаману телеграмму «Оренбуржцы, уральцы, забайкальцы и семиреченцы шлют вам, забывшему казачью честь атаману, своё негодование…» и т. д[7].
- В 1920 эмигрировал в Китай, жил в Шанхае, работал в «Союзе Сибирских Маслодельных артелей», организованном эмигрантами[1].
- В 1926—1927 годах являлся секретарём Русского Благотворительного Общества в Шанхае[1].
- В 1932 вице-председатель Совета объединённых русских организаций.
- В 1933 — председатель того же объединения.

Председатель Гимнастического Общества «Сокол», Шанхай. Состоял во многих спортивных клубах Шанхая.
После 1947 года эмигрировал вместе с семьей в Гонконг.

## Семья
- Брат — Илья Шендриков (18.07.1878 — 09.07.1957[9]), присяжный поверенный. В 1925—1929 годах — председатель «Казачьего Союза» в Шанхае[1].
- В августе 1904 братья Лев, Илья и Глеб Шендриковы основали в Баку «Организацию балаханских и бибиэйбатских рабочих» (с мая 1905 называлась «Союз бакинских рабочих»). Основная идея — социальный мир с правительством. Входили в РСДРП (меньшевиков). Ими основано направление в рабочем движении, получившее название «шендриковщина»[1].
- Жена — Надежда Александровна (1889 г. р., Ташкент — ?) — учитель[8].
  - Сын — Игорь Степанович (1915 г. р., Москва — ?) — радиотехник по телефонам[8].